# Marques Johnson
Marques Kevin Johnson (Luisiana, 8 de fevereiro de 1956) é um ex-jogador norte-americano de basquete profissional. Ele jogou na National Basketball Association (NBA) de 1977 a 1989, a maior parte no Milwaukee Bucks, e foi selecionado cinco vezes para o All-Star Game. Atualmente, ele é comentarista dos jogos dos Bucks na Bally Sports Wisconsin
Johnson jogou basquete universitário na UCLA Bruins e ganhou o título nacional em 1975. Ele foi selecionado pelos Bucks como a terceira escolha geral no draft da NBA de 1977. Ele jogou sete temporadas em Milwaukee antes de terminar sua carreira na NBA com o Los Angeles Clippers e o Golden State Warriors.

## Primeiros anos
Johnson nasceu em Natchitoches, Louisiana e foi criado no sul de Los Angeles, onde jogou basquete no ensino médio na Crenshaw High School em Crenshaw, Los Angeles, ganhando o Prêmio de Jogador do Ano da Divisão 4-A da Cidade de Los Angeles em 1973.

## Carreira universitária
Mais tarde, ele frequentou a UCLA sob o comando dos técnicos John Wooden e Gene Bartow.
Em sua segunda temporada, Johnson ajudou a liderar o UCLA Bruins ao 10º e último campeonato do Torneio da NCAA do treinador John Wooden. Wooden se aposentou e Gene Bartow se tornou o treinador principal. Johnson continuou a se destacar, ganhando a primeira de suas duas seleções para a Primeira-Equipe da Pac-8 em 1976. Em sua última temporada, ele teve médias de 21,1 pontos e 11,1 rebotes e ganhou o prêmio inaugural John R. Wooden como o melhor jogador de basquete universitário do país. Os Bruins aposentou sua camisa nº 54 em 1996.

## Carreira profissional

### Milwaukee Bucks (1977–1984)
Johnson foi selecionado pelo Milwaukee Bucks como a terceira escolha geral no draft da NBA de 1977. Ele teve médias de 19,5 pontos e 10,6 rebotes em sua primeira temporada profissional, sendo nomeado para a Equipe de Novatos da NBA em 1978.
Em sua segunda temporada, Johnson foi o terceiro artilheiro da NBA (25,6 PPG), atrás de George Gervin (29,6) e Lloyd Free (28,8). Ele jogou no All-Star Game de 1979 e foi nomeado para a Primeira-Equipe da NBA. Naquela temporada, no que talvez tenha sido o melhor jogo de sua carreira, Johnson registrou 40 pontos e 12 rebotes na vitória por 120-114 contra o Phoenix Suns. No entanto, apesar de ter a 6ª maior classificação de eficiência ofensiva e a 13ª maior classificação defensiva de qualquer equipe, os Bucks não foram para os playoffs com um recorde de 38-44. Seria a última vez que os Bucks perderam os playoffs durante a passagem de Johnson.
Na temporada seguinte, Johnson registrou um triplo-duplo com 25 pontos, 11 rebotes e 11 assistências na vitória por 119-110 contra o Phoenix Suns. Durante os playoffs daquele ano, ele teve médias de 19,9 pontos e 6,9 rebotes em 43,7 minutos nas Semifinais da Conferência Oeste contra o Seattle SuperSonics (foi a última temporada em que Milwaukee esteve na Conferência Oeste).
Em 2 de novembro de 1980, Johnson registrou 40 pontos, 7 rebotes e 7 assistências em uma vitória por 135-121 contra o Indiana Pacers. O feito foi especialmente impressionante, pois os seus principais companheiros de equipe, Junior Bridgeman e Sidney Moncrief, estavam limitados por lesões.
Em 2 de maio de 1983, no Jogo 4 das semifinais da Conferência Leste, Johnson registrou 33 pontos e 9 rebotes para levar os Bucks a uma vitória por 4-0 sobre o Boston Celtics. Apesar disso, os Bucks cairiam para o eventual campeão Philadelphia 76ers na rodada seguinte. Foi a única série que o Philadelphia não venceu em 4 jogos naquela pós-temporada.
Johnson afirma ter cunhado o termo Point Forward, uma posição que jogou por necessidade em 1984. Durante os playoffs de 1984, Milwaukee ficou com poucos armadores devido a lesões. O treinador, Don Nelson, instruiu Johnson a preparar o ataque de sua posição. Johnson respondeu: "OK, então, em vez de um armador, sou um ala-armador".
Johnson ajudou a levar Milwaukee a vários títulos de divisão (1980, 1981, 1982, 1983, 1984) e a chegar em duas finais da Conferência Leste em 1983 e 1984.
Enquanto estavam nos Bucks, Johnson e Mickey Johnson foram os dois primeiros jogadores na história da NBA a ter seus nomes e sobrenomes completos exibidos em suas camisas, já que ambos compartilhavam a mesma letra inicial do nome e o sobrenome.
Quando perguntado sobre sua experiência favorita nos Bucks após o anúncio de sua camisa ser aposentada em 2019, Johnson disse: “Foi uma compilação de tudo. Foi chegar lá em 1977 e pensar em ser um grande jogador da NBA era meu objetivo. E ganhar um título em Milwaukee. Mas o que aconteceu foi que eu vim para Milwaukee e temos esse núcleo de grandes talentos jovens. Este grande movimento de jovens teve a oportunidade de construir e crescer juntos.”

### Los Angeles Clippers (1984-1987)
Na entressafra de 1984, Nelson - que também era gerente geral do Bucks - trocou Johnson, Junior Bridgeman e Harvey Catchings para o Los Angeles Clippers em troca de Terry Cummings, Craig Hodges e Ricky Pierce. Este foi um regresso a casa para Johnson, pois ele cresceu e frequentou o ensino médio a poucos quilômetros da casa dos Clippers no Los Angeles Memorial Sports Arena. Em sua primeira temporada com os Clippers em 1984-85, ele teve suas menores médias de pontos e arremessos. Eles o transferiram para a posição de armador em 1985-86 e ele se recuperou com uma temporada estelar, sendo nomeado o Comeback Player of The Year da NBA.
Os Clippers tinham dificuldades para vencer. Johnson disse mais tarde que jogar para os times perdedores dos Clippers "meio que o cansou e fez se sentir como se fosse o time junior de Los Angeles". Ser nomeado capitão da equipe pelo técnico Don Chaney foi uma das poucas coisas que o impediu de exigir uma troca. Durante um jogo na temporada de 1986-87, Johnson sofreu uma lesão no pescoço, que efetivamente encerrou sua carreira.

### Golden State Warriors (1989)
Johnson fez um breve retorno durante a temporada de 1989-90, jogando apenas 10 jogos com o Golden State Warriors antes de se aposentar em 27 de dezembro de 1989.

## Vida pessoal
Johnson tem cinco filhos: Kris, Josiah, Joshua, Moriah e Cyrus.
Kris, como seu pai, jogou basquete na Crenshaw High e na UCLA. Johnson e Kris são a primeira combinação de pai e filho a ser homenageada como Jogador do Ano da Seção 4-A da Cidade de Los Angeles. Eles também são uma das quatro duplas de pai e filho a ganhar o titulo do Torneio da NCAA e as únicas a realizá-lo na mesma universidade.
Josia também jogou basquete em UCLA, mas depois ajudou a criar o show do Comedy Central, The Legends of Chamber Heights. Josh jogou basquete universitário na Universidade Estadual de Oregon Ocidental. Moriah jogou basquete na Universidade Tuskegee e é ator de Baldwin Hills da Black Entertainment Television. Jasmine é uma tenista talentosa e Shiloh se destaca no golfe e na natação.
Outro filho de Johnson, Marques Kevin Johnson Jr., tinha 15 meses quando caiu na piscina da família em 15 de maio de 1987 e se afogou. 
Durante seu início de carreira como jogador, Johnson sofreu com abusos de substâncias. Em 1982, enquanto estava nos Bucks, ele foi tratado por dependência de cocaína em um centro de reabilitação.
Olhando para trás em sua transição do clima comparativamente quente do sul da Califórnia para Wisconsin, Johnson disse: “Meu primeiro ano – e posso confundir isso – mas o primeiro ano foi mais neve do que em 25 anos. Foi apenas neve, neve, neve até maio, e então meu segundo ano foi o mais frio em 30 anos… E todo mundo continuou me dizendo que ‘Isso é realmente extremo. É ruim, mas não é tão ruim assim.” E você não poderia ter me dito diferente.”

### Carreira na mídia
Quando sua carreira de jogador terminou, Johnson entrou no negócio do entretenimento, atuando em pequenos papéis em muitos filmes, incluindo Homens Brancos Não Sabem Enterrar, Amor e Ação em Chicago, Blue Chips e Forget Paris. Johnson ainda está aprimorando ativamente suas raízes criativas, escrevendo roteiros e contos. Seu papel no já mencionado Homens Brancos Não Sabem Enterrar como Raymond foi elogiado e Johnson afirma que os fãs ainda citam regularmente o filme para ele se o reconhecerem em público.
Johnson foi o co-apresentador do programa de manhã cedo na principal estação de rádio do Los Angeles Clippers, KFWB-AM.
Johnson serviu como comentarista do Seattle SuperSonics no final dos anos 90. Ele estava nacionalmente na Fox Sports como analista de basquete.
Desde 2015, Johnson trabalha como analista em período integral nas transmissões do Milwaukee Bucks na Fox Sports Wisconsin.

## Prêmios e honras
- O Milwaukee Bucks aposentou a camisa nº 8 de Johnson em 24 de março de 2019.[24]
- A UCLA Bruins aposentou sua camisa nº 54 em 1996.
- Em 2013, Johnson foi introduzido no Hall da Fama do Basquete Universitário.
- Em 2019, Johnson foi introduzido no Hall da Fama dos Esportes da California.
- Em 2019, Johnson foi introduzido no Hall da Fama dos Esportes de Wisconsin.
- 5× All-Star Game (1979 – 1981, 1983, 1986)
- All-NBA First Team ( 1979 )
- 2 × All-NBA Second Team ( 1980 – 1981 )
- NBA All-Rookie First Team ( 1978 )
- Torneio da NCAA (1975)
- Jogador do Ano do Basquete Universitário (1977)
- Prêmio John R. Wooden (1977)
- Jogador Universitário do Ano da AP (1977)
- Jogador do Ano do Pac-10 (1977)

## Estatísticas da carreira na NBA

### Temporada regular
| Ano      | Equipe        | PJ  | PT  | MPJ  | AP   | 3P   | LL   | RT   | AS  | BR  | TO  | PPJ  |
| -------- | ------------- | --- | --- | ---- | ---- | ---- | ---- | ---- | --- | --- | --- | ---- |
| 1977–78  | Milwaukee     | 80  | —   | 34.6 | .522 | —    | .736 | 10.6 | 2.4 | 1.2 | 1.3 | 19.5 |
| 1978–79  | Milwaukee     | 77  | —   | 36.1 | .550 | —    | .760 | 7.6  | 3.0 | 1.5 | 1.2 | 25.6 |
| 1979–80  | Milwaukee     | 77  | —   | 34.9 | .544 | .222 | .791 | 7.4  | 3.5 | 1.3 | .9  | 21.7 |
| 1980–81  | Milwaukee     | 76  | —   | 33.4 | .552 | .000 | .706 | 6.8  | 4.6 | 1.5 | .5  | 20.3 |
| 1981–82  | Milwaukee     | 60  | 52  | 31.7 | .532 | .000 | .700 | 6.1  | 3.6 | 1.0 | .6  | 16.5 |
| 1982–83  | Milwaukee     | 80  | 80  | 35.7 | .509 | .200 | .735 | 7.0  | 4.5 | 1.3 | .7  | 21.4 |
| 1983–84  | Milwaukee     | 74  | 74  | 36.7 | .502 | .154 | .709 | 6.5  | 4.3 | 1.6 | .6  | 20.7 |
| 1984–85  | L.A. Clippers | 72  | 68  | 34.0 | .452 | .231 | .731 | 5.9  | 3.4 | 1.0 | .4  | 16.4 |
| 1985–86  | L.A. Clippers | 75  | 75  | 34.7 | .510 | .067 | .760 | 5.5  | 3.8 | 1.4 | .7  | 20.3 |
| 1986–87  | L.A. Clippers | 10  | 10  | 30.2 | .439 | .000 | .714 | 3.3  | 2.8 | 1.2 | .5  | 16.6 |
| 1989–90  | Golden State  | 10  | 0   | 9.9  | .375 | .667 | .824 | 1.7  | .9  | .0  | .1  | 4.0  |
| Carreira | Carreira      | 691 | 359 | 31.9 | .498 | .171 | .742 | 6.2  | 3.3 | 1.1 | .6  | 18.4 |
| All-Star | All-Star      | 5   | 2   | 21.2 | .314 | —    | .750 | 3.8  | 1.8 | .2  | .4  | 6.8  |

### Playoffs
| Ano      | Equipe    | PJ | PT | MPJ  | AP   | 3P   | LL   | RT   | AS  | BR  | TO  | PPJ  |
| -------- | --------- | -- | -- | ---- | ---- | ---- | ---- | ---- | --- | --- | --- | ---- |
| 1978     | Milwaukee | 9  | —  | 35.7 | .549 | —    | .750 | 12.4 | 3.4 | 1.1 | 1.9 | 24.0 |
| 1980     | Milwaukee | 7  | —  | 43.3 | .422 | .333 | .750 | 6.9  | 2.9 | .7  | .9  | 19.9 |
| 1981     | Milwaukee | 7  | —  | 38.0 | .556 | .000 | .719 | 9.4  | 4.9 | 1.4 | 1.0 | 24.7 |
| 1982     | Milwaukee | 6  | —  | 39.2 | .440 | .250 | .571 | 7.3  | 3.3 | 1.0 | .3  | 18.8 |
| 1983     | Milwaukee | 9  | —  | 42.4 | .486 | .000 | .651 | 8.0  | 4.2 | .9  | .8  | 22.0 |
| 1984     | Milwaukee | 16 | —  | 37.8 | .473 | .250 | .722 | 5.3  | 3.4 | 1.1 | .4  | 20.3 |
| Carreira | Carreira  | 54 | —  | 39.4 | .487 | .166 | .693 | 8.2  | 3.6 | 1.0 | .8  | 21.6 |

Fonte: